# T.N.T. for the Brain
T.N.T. for the Brain è un singolo del gruppo musicale tedesco Enigma, pubblicato nel 1997 ed estratto dall'album Le roi est mort, vive le roi!.

## Tracce
1. Radio Edit – 4:00
2. Midnight Man Remix – 5:56
3. Album Version – 4:34
4. Instrumental Mix – 4:07